# Dolichopus integripes
Dolichopus integripes är en tvåvingeart som beskrevs av Octave Parent 1929. Dolichopus integripes ingår i släktet Dolichopus och familjen styltflugor.
Artens utbredningsområde är British Columbia. Inga underarter finns listade i Catalogue of Life.